# 黃埔船塢

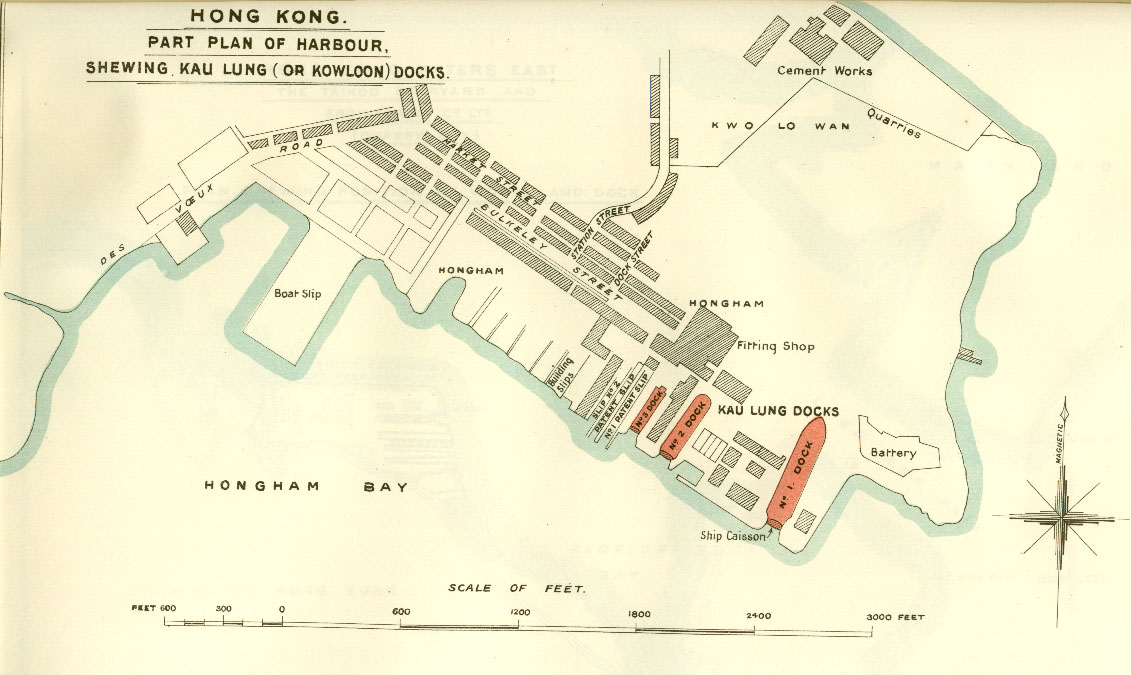
1900年代九龍船塢的平面圖

香港黃埔船塢有限公司（英語：The Hong Kong and Whampoa Dock Company Limited）簡稱黃埔船塢，又稱九龍船塢，紅磡街坊則稱其為大廠，是香港九龍黃埔昔日的一座船塢，現址為九龍紅磡黃埔新邨及黃埔花園，為當時亞洲其中最大規模的船塢之一。除了黃埔船塢，該公司曾經在香港擁有香港仔旱塢（現址為香港仔中心）、大角嘴褔利船廠（現址為大同新邨），再早期有紅磡庇利船廠（現址為紅磡庇利街旁的環字街道）及北角貨運碼頭（現址為和富中心），同時在中國大陸廣州市黃埔区擁有船塢與船舶維修廠。

## 歷史

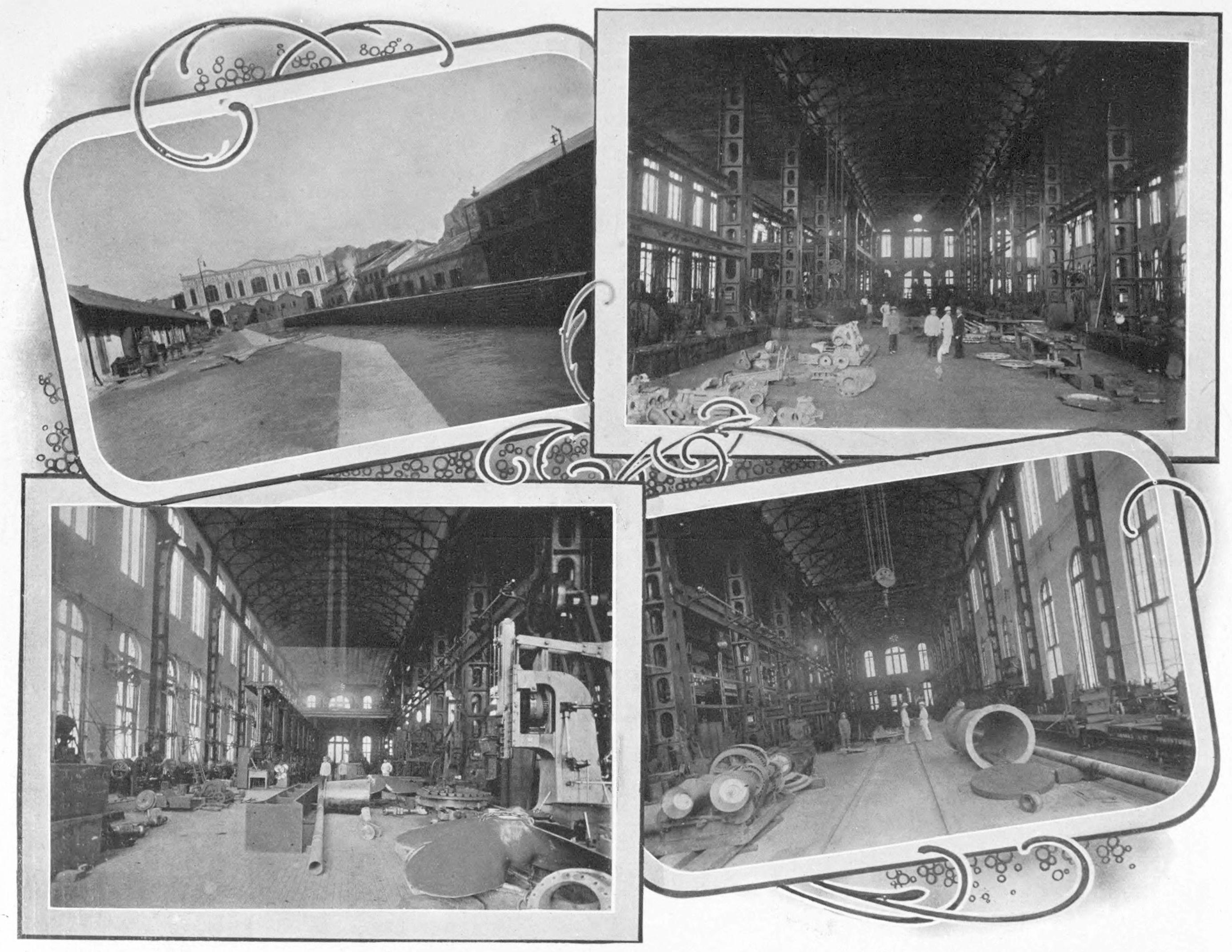
黃埔船塢內部組圖（1908年）

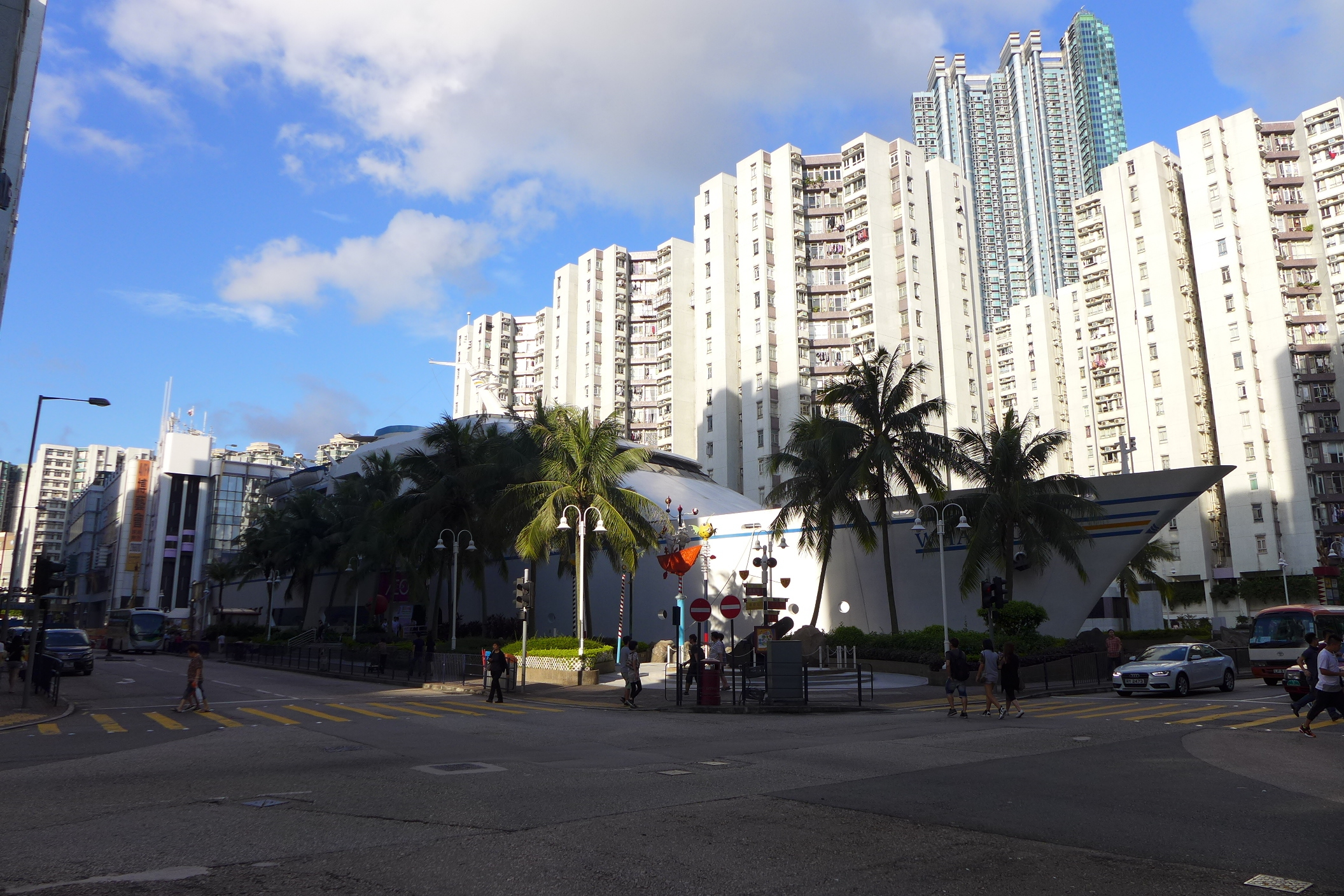
黃埔花園中船形建築「黃埔號」的位置，是昔日填海前黃埔船塢第一號旱塢的舊址

黃埔船塢於1863年7月1日由怡和洋行、鐵行輪船公司、德忌利士洋行等幾家船東創辦，並由後繼成為香港上海滙豐銀行總經理的鐵行公司駐港監事湯馬士·修打蘭出任主席。公司收購了廣州黃埔的柯拜船坞和修理廠，因而命名，而黃埔的傳統英文譯名為。及後也收購了當時在港島香港仔新建之旱塢。1866年黃埔船塢根據1865年立法的公司法於香港注冊，組成有限公司，股本合共75萬元。並由怡和洋行大班詹姆士．惠代爾出任董事長，德忌利士輪船公司船東拿蒲那出任董事長秘書。1870年黃埔船塢與紅磡的聯合船塢公司（又稱於仁船塢）合併，成為當時香港最大的船塢公司。直至1870年代中前期黃埔船塢幾乎壟斷廣州黃埔、香港及九龍之間所有大型船塢。期後競爭加劇，以八萬元把柯拜船塢及其附屬設施，售予兩廣總督劉坤一，所得資金用作更新紅磡一帶船塢。1880年合併了大角咀的四海船塢公司，手執香港修船和造船業牛耳，造船技術和出產船隻的排水量皆與日本齊名。1900年於黃埔船塢工作的工人達4,510人。
1969年祈德尊的和記企業透過發行優先股集資7200萬港元，收購黃埔船塢30%的股權，翌年黃埔船塢一部份用地（東廠地盤）改建成貨櫃碼頭，並與華資地產公司合作發展黃埔船塢內的剩餘土地及收購均益有限公司。1971年黃埔船塢把船塢和船舶修理等業務與太古船塢合併，合資成立香港聯合船塢有限公司，並遷至青衣島繼續船塢運作。黃埔船塢用地作地產及貨櫃運輸業的發展。1974年與旗下的均益有限公司成立香港國際貨櫃碼頭有限公司，投資與建葵涌四號貨櫃碼頭並收購葵涌二號貨櫃碼頭。1976年黃埔船塢成為和記企業附屬公司，翌年在副主席兼行政總裁韋理建議和記企業與黃埔船塢合併，1977年12月21日和記國際董事局批准了韋理的建議，1978年1月3日和記黃埔有限公司正式成立，從此黃埔船塢的業務轉為以地產為主，而貨運業務則轉移至香港國際貨櫃碼頭。
1984年12月14日，黃埔船塢與香港政府簽署換地條款，正式結束黃埔船塢馳名全球之造船及修船時代。原由黃埔船塢佔用之紅磡灣土地，變為展開全新之黃埔花園項目。
現時黃埔船塢持有香港聯合船塢50%股權，地產權益則由和記黃埔地產有限公司持有，辦事處位於紅磡德豐街18號海濱廣場1座3樓。

## 黃埔船塢建造的部份船隻及海上/海底基建

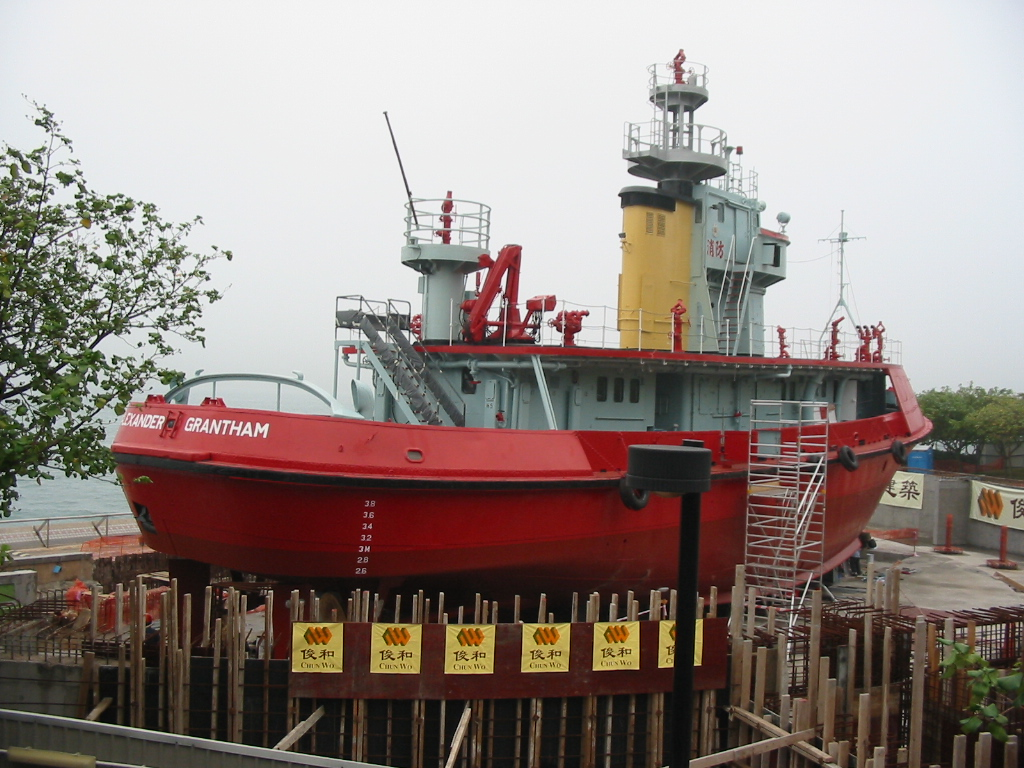
現退役並改建展覽館的葛量洪號滅火輪，為黃埔船塢於1953年建造

- 美國海軍砲艇：USS Mariveles（英语：USS_Mariveles_(1886)）（馬里韋萊斯號，1886年）[1]
- 澳洲東方航運貨船（英语：Australian Oriental Line）：VSIS Changte（英语：SS_Changte_(1925)）（1925年，後來成為皇家海軍編號 Y1-9（英语：Category:Stores ships of the Royal Fleet Auxiliary） 補給船）、VSIS Taiping（英语：SS Taiping (1926)）（1926年）
- 英國戰爭運輸部貨船：帝國龍號（1941年）
- 滅火輪：葛量洪號（1953年）
- 渡海小輪：天星小輪的現役船隊及部份已退役船隊（1871 - 1965年）
- 紅磡海底隧道沉管（1969年-1972年間）

### 軼事
香港保衛戰爆發前黃埔船塢剛開始下水的 Empire Dragon 货船；日本戰役結束後沒收並完成該貨船為「曉空丸」。1944年9月18日，美國海軍河豚級潛艇以魚雷擊沉曉空丸；它沉没于35°02′N 124°24′E / 35.033°N 124.400°E。